# Max Arildskov
Max Johannes Arildskov, född 17 februari 1896 i Havndal vid Hadsund, död 1986, var en dansk officer och nazist, som av och till var medlem i det danska nazistpartiet DNSAP.
Max Arildskov föddes på herrgården Overgård i Havndal vid Hadsund, där hans far Martin Sofus Arildskov var förvaltare.
Arildskov var en av den danska nazismens pionjärer. År 1919 anmälde han och fadern sig till den estniska kampen för självständighet, där Max Arildskov avancerade till löjtnant. År 1932 träffade han Frits Clausen och gick med i DNSAP. Under 1930-talet kom han att bli såväl distriktsledare, amtsledare, medlem i partistaben och folketingskandidat för DNSAP, trots att han som militär inte hade någon känsla för det politiska arbetet. Efter valförlusten 1943 anklagade han Frits Clausen för svek och därför uteslöts Arildskov ur partiet 4 juni 1943.
5 maj 1943 grundade han partigruppen "Det Nye Danmark". I oktober 1943 var han en av medgrundarna till Folkeværnet under Schalburgkorpset. Han medverkade även vid uppsättandet av Landstormen, till vars chef han utsågs 9 januari 1944. Han deltog i avvecklingen av Schalburgkorpset tillsammans med dess administratör Jens Peter Krandrup. Därefter fortsatte Landstormen som en självständig enhet med Arildskov som chef.
Efter kriget dömdes han till åtta års fängelse, men benådades 9 maj 1948.

### Webbkällor
- Danskere i Tysk Tjeneste – Max Johannes Arildskov

### Översättning
Den här artikeln är helt eller delvis baserad på material från danskspråkiga Wikipedia.